# 안수진 (기상캐스터)
안수진(1993년 6월 18일 ~ )은 대한민국의 기상캐스터이다.

## 경력
- 포항MBC 기상캐스터 (2017년 8월 ~ 2020년 5월)
- SBS 기상캐스터 (2020년 5월 ~ 현재)